# Michael F. Feldkamp

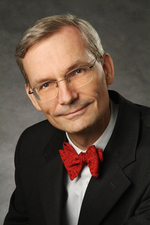
Michael F. Feldkamp em 2010

Michael F. Feldkamp (Nascido em 23 April 1962) é um historiador, jornalista e escritor alemão

## Vida e carreira
Feldkamp nasceu em Quiel. Depois de concluir seus estudos do ensino médio, no Gymnasium Carolinum em Osnabruque, estudou História, Teologia católica, Ensino e Filosofia na Universidade de Bonn. Durante o ano acadêmico 1985-1986, ele estudou história da Igreja na Universidade Gregoriana em Roma. Ele concluiu seus estudos com o exame de estado alemão em 1990. Em 1986, e novamente em 1990-1991, ele recebeu bolsas de estudo do Instituto histórico alemão em Roma. A universidade de Bona o recompensou com um doutorado honorário em 1992. De 1993 a 1995, integrou parte dos arquivos do Bundestag (o parlamento alemão). De 1996 a 1997, trabalhou na antena de Bonn do Instituto de História Contemporânea de Munique. Em 2000, recebeu uma nomeação permanente no serviço público na administração do Bundestag.
Feldkamp é membro de duas fraternidade catolicas romanas Sociedade Católica de Estudantes Arminia e a fraternidade católica romana Askania-Burgundia, as duas fraternidades fundadoras de Kartellverband katholischer deutscher Studentenvereine(Associações Católicas de Estudantes Alemães).

Michael F. Feldkamp, Berlim

A pesquisa de Feldkamp é ampla. Além de numerosos artigos sobre a história da diocese e província de Osnabrück, ele estudou a diplomacia papal e a Nuciatura de Colonia, e escreveu sobre historia da universidade e historia da educação. Ele é mais conhecido fora da Alemanha por seus escritos sobre o papel do papa Pio XII durante o Terceiro Reich. Destacam-se a analise crítica do livro "O Papa de Hitler" de John Cornwell e "Um calculo moral" de Daniel Goldhagen. Na Alemanha conquistou reconhecimento por seus estudos sobre a Lei Básica (Constituição alemã) e a história do parlamento germanico (Bundestag).
Em 2012, o editor alemão Wolfram Weimer contou Feldkamp aos 800 representantes mais importantes do catolicismo moderno na Alemanha devido ao seu compromisso científico e jornalístico. 

Cruz da Ordem do Santo Sepulcro

## Honrarias
- 2009: Cavaleiro da Ordem do Santo Sepulcro.
- 2011: Comandante / Delegado Local da Ordem do Santo Sepulcro em Berlim.
- 2015: Membro honorário da Real Academia Sancti Ambrosii Martyris (Ferentino / Itália) e delegado dessa academia na Alemanha.[7]
- 2015: Cavaleiro Comandante da Ordem do Santo Sepulcro.
- 2016: Membro da Sociedade Real e Misericordiosa do portador de medalhas e prêmios da Bélgica.
- 2017: Cavaleiro da Ordem da Cruz Belga, concedido pela Sociedade Real e Misericordiosa do portador de medalhas e prêmios da Bélgica.
- 2017: Grã-Cruz da Ordem Real do Leão de Ruanda.[8]
- 2019: Cavaleiros da Ordem Equestre e Militar de São Miguel da Ala[9]

## Trabalhos disponíveis no idioma alemão
- Studien und Texte zur Geschichte der Kölner Nuntiatur, 4 vol., Città del Vaticano 1993, 1995 und 2008 ISBN 88-85042-22-8 - ISBN 88-85042-21-X - ISBN 88-85042-27-9 - ISBN 978-88-85042-51-3
- Der Parlamentarische Rat 1948-1949. Akten und Protokolle, Vol. 8, 10, 11 und 12, Boppard, bzw. Munique: Oldenbourg 1995-1999.
- Michael F. Feldkamp/Daniel Kosthorst (Ed.): Die Akten zur Auswärtigen Politik der Bundesrepublik Deutschland 1949/50. September 1949 bis Dezember 1950, ed. im Auftrage des Auswärtigen Amts vom Institut für Zeitgeschichte, Munique 1997.
- Der Parlamentarische Rat 1948-1949, Gotinga 1998.
- Die Entstehung des Grundgesetzes für die Bundesrepublik Deutschland 1949, Stuttgart 1999.
- Die Beziehungen der Bundesrepublik Deutschland zum Heiligen Stuhl 1949-1966. Aus den Vatikanakten des Auswärtigen Amts. Eine Dokumentation. Köln 2000.
- Pius XII. und Deutschland, Gotinga 2000.
- Der Stellvertreter von Rolf Hochhuth in der Innen- und Außenpolitik der Bundesrepublik Deutschland. Mit einem Anhang ausgewählter Aktenstücke aus den Vatikanakten des Auswärtigen Amtes, in: Geschichte im Bistum Aachen – Beiheft 2, 2001/2002: Von Pius XII. bis Johannes XXIII., edit by Geschichtsverein für das Bistum Aachen e.V., Neustadt a.d. Aisch 2001, S. 127-177.
- Leo Just: Briefe an Hermann Cardauns, Paul Fridolin Kehr, Aloys Schulte, Heinrich Finke, Albert Brackmann und Martin Spahn 1923-1944. ed. Michael F. Feldkamp, Frankfurt am Main 2002.
- Regentenlisten und Stammtafeln zur Geschichte Europas. Vom Mittelalter bis zur Gegenwart, Stuttgart 2002, ISBN 3-15-017034-6
- Goldhagens unwillige Kirche. Alte und neue Fälschungen über Kirche und Papst während der NS-Herrschaft, Munique 2003, ISBN 3-7892-8127-1
- Michael F. Feldkamp unter Mitarbeit von Birgit Ströbel: Datenhandbuch zur Geschichte des Deutschen Bundestages 1994 bis 2003, Baden-Baden 2005, ISBN 3-8329-1395-5
- Kurt Georg Kiesinger und seine Berliner Studentenkorporation Askania auf dem Weg ins "Dritte Reich", in: Günter Buchstab/Philipp Gassert/Peter Thaddäus Lang (Ed.): Kurt Georg Kiesinger 1904-1988. Von Ebingen ins Kanzleramt, ed by Konrad-Adenauer-Stiftung e.V. (= Herder Taschenbuch), Freiburg im Breisgau, Basel, Wien 2005, S. 149-199
- (ed.), Der Bundestagspräsident. Amt - Funktion - Person. 16. Wahlperiode, Munique 2007 ISBN 978-3-7892-8201-0

## Trabalhos disponíveis no idioma italiano
- La diplomazia pontificia. Da Silvestro I a Giovanni Paolo II., Milano 1998.

## Trabalhos disponíveis no idioma espanhol
- La diplomacia pontificia. Desde papa Silvestre hasta Juan Pablo II (= Biblioteca de Autores Christianos) (= Iglesia y Sociedad: Para una Historia de occidente, vol. 8), Madrid 2004.

## Trabalhos disponíveis no idioma francês
- La diplomatie pontificale de Sylvestre Ier à Jean-Paul II. Une vue d'ensemble. Traduit de l'allemand par Henri Cellérier, Préface par Bruno Neveu (= Histoire du Christianisme), Paris 2001.

## Referencias
1. ↑  https://www.vandenhoeck-ruprecht-verlage.com/AuthorProfile/index/id/3692/name/Michael+F.+Feldkamp
2. ↑  https://www.duncker-humblot.de/person/michael-f-feldkamp-7484/?page_id=2
3. ↑  https://data.bnf.fr/en/13196935/michael_f__feldkamp/
4. ↑  https://www.noz.de/artikel/100190/osnabrucker-historiker-michael-f-feldkamp-arbeitet-im-archiv-des-bundestages#gallery&0&0&100190
5. ↑  https://www1-wdr-de.cdn.ampproject.org/v/s/www1.wdr.de
6. ↑  Wolfram Weimer, publisher: Who is Who der Katholiken, Munich 2013/2014
7. ↑  http://www.academiasanctiambrosii.it/?page_id=64
8. ↑  http://king-kigeli.org/royal-news-and-events/item/93-visit-to-rome
9. ↑  https://www.patrimonium-verlag.de/michael-f-feldkamp